# 紀元前432年
紀元前432年（きげんぜん432ねん）は、ローマ暦の年である。
当時は、「マメルクス、アルビヌス、メドゥリヌスが護民官に就任した年」として知られていた（もしくは、それほど使われてはいないが、ローマ建国紀元322年）。紀年法として西暦（キリスト紀元）がヨーロッパで広く普及した中世時代初期以降、この年は紀元前432年と表記されるのが一般的となった。

## 他の紀年法
- 干支 : 己酉
- 日本
  - 皇紀229年
  - 孝昭天皇44年
- 中国
  - 周 - 考王9年
  - 秦 - 躁公11年
  - 晋 - 幽公2年
  - 楚 - 恵王57年
  - 斉 - 宣公24年
  - 燕 - 閔公7年
  - 趙 - 襄子44年
  - 魏 - 文侯14年
- 朝鮮
  - 檀紀1902年
- ベトナム :
- 仏滅紀元 : 113年
- ユダヤ暦 : 3329年 - 3330年

## できごと

### ギリシア
- スパルタは、ペロポネソス同盟の会合を招集した。この会合には同盟諸国のほかに、アテナイの代表者たちも参加した。コリントスからの訴えを受け、同盟諸国の大半は、アテナイが和平を破ったとする宣言に賛同した。
- アテナイの提督ポルミオンは、コリンティアコス湾を封鎖して、ポティダイア (Ποτίδαια、Potidaea) への攻城戦を継続した。その間、アルケストロス (Ἀρχέστρατος、Archestratus) に率いられたアテナイ艦隊が、ポティダイアへと向かった。ところが、ポティダイアを攻撃する代わりに、アテナイ勢は、ポティダイアと同盟していたマケドニア王ペルディッカス2世率いるマケドニア勢に攻撃をかけた。アテナイ勢はテルマ（Θέρμα, Θέρμη、Therma、現在のテッサロニキ）を陥れ、さらにピュドナ（Πύδνα、Pydna）を取り囲んだ。しかし、アテナイ勢がピュドナの攻城戦をしている間に、コリントスがアリスタイオス (Aristeus) が率いる軍勢をポティダイア支援に送ったという知らせが到来した。アテナイの軍勢はポティダイアへと向かい、上陸した。これに続いて戦われたポティダイアの戦いで、アテナイはコリントスとその同盟者たちに対して勝利を収めた。

### イタリア
- イタリア南部に、ターレス（Τάρᾱς、現在のターラント）とトリオイ（Θούριοι、現在のトゥリ (Thurii)）からの入植者たちによって、ギリシアの植民地ヘラクレイア (Heraclea) が創設された。

### 中国
- 戦国時代の周（東周）代の人物で、楚出身の曾侯乙が埋葬され、その墓に5オクターヴの音域、2種類の音色を奏でる65個の編鐘一式などが副葬された。（おおよその年代）

### 天文学
- ギリシアの数学者で天文学者、アテナイのメトンが、太陽と月の相対的な周期を正確に計算した。これにより、メトンは19年のメトン周期を、日付を数える基となっていたアテナイの暦に導入した。6月27日には、エウクテモン (Euctemon) との共同作業によって、夏至（至点）の観察を行なった。

### 建築
- ペイディアスが、アテナイのアクロポリスのパルテノン神殿の一部を成す彫刻群を完成させた。

## 誕生
- ディオニュシオス1世 (Dionysius I of Syracuse) - シュラクサイの僭主（紀元前367年没）（おおよその年代）